# Harmony (widget)
La biblioteca Harmony es un toolkit libre nunca terminado que aspiraba a ser una API compatible con el actual (en aquel momento, propietario) toolkit Qt, pero que trataba de añadir funcionalidades como aplicaciones multihilo y temas.
Fue realizada bajo los términos de la licencia GNU Lesser General Public License (LGPL).
El desarrollo se detuvo a finales de 2000, cuando Qt se hizo software libre eliminando de este modo la necesidad de que el proyecto Harmony existiera.